# Rej Barnet
Dr Rej Barnet je izmišljeni lekar iz televizijske serije „Urgentni centar” koga je tumačio Šejn Vest.

## Opis

### Sezona 11
Rej Barnet je lik koji je uveden na početku jedanaeste sezone serije „Urgentni centar” kao specijalizant pod nadzorom dr Džona Kartera. Njegov karakter je pobunjenik i ponekad upada u nevolje sa nadređenima do te mere da mu je načelnica Keri Viver dala ultimatum kad ju je Rej zamolio za dozvolu da ode na turneju sa svojim muzičkim sastavom. Viverova ga je naterala da bira između zdravstvene karijere i muzike. Na kraju je i pored predloga muzičkog sastava, Barnet izabrao zdravstvo.

### Sezona 12
Barnet je postao cimer Nili Razgotri i ubrzo je ona počela da mu se sviđa, ali je Rej imao devojku Kejti, dok je Nila bila udata za Majkla Galanta. I Nili se sviđao Barnet, ali nikad nisu stupili u zvaničnu vezu čak ni posle Galantove pogibije.

### Sezona 13
Njihov odnos je postao još složeniji dolaskom Tonija Gejtsa. Tokom svadbe Ebi Lokhart i Luke Kovača, Barnet i Gejts su se potukli zbog čega je Barnet otišao sa svadbe, ali ga je udario kamion odmah posle. Posle toga je Barnet ostao bez obe noge i preselio se kod majke u Baton Ruž.

### Sezona 15
Rejev lik se poslednji put vratio pred kraj serije pošto je dobio dve proteze. On je objasnio da sada radi na rehabilitaciji gde pomaže bolesnicima sa nekim vidom invaliditeta i onima kojima je neki ekstremitet amputiran. Takođe je otkriveno da mu se i dalje sviđa Nila. Nila je odlučila da ode iz Čikaga i preseli se kod Reja kako bi radili u istoj bolnici.